# Minerva 30 HP
La Minerva 30 HP è una vettura realizzata dalla Minerva nel 1921.

## Sviluppo
La 30 HP si poneva come il modello di punta dell'azienda belga nel periodo successivo al primo conflitto mondiale, in quanto riscosse un notevole successo soprattutto negli Stati Uniti. 

## Tecnica
Dotato di carrozzeria in configurazione torpedo, il mezzo era equipaggiato con un propulsore 6 cilindri in linea 5.3 con valvole a fodero che erogava la potenza di 150 cv e che veniva gestito da un cambio manuale a quattro marce. Il telaio era in profilati d'acciaio, mentre le sospensioni erano formate da assali rigidi con balestre semi-ellittiche nella sezione anteriore e cantilever in quelle posteriore. L'impianto frenante era composto da quattro freni a tamburo.